# Renegades (album)
Renegades is het vierde en laatste album van de Amerikaanse rockband Rage Against the Machine. Het album is uitgebracht op 5 december 2000, drie maanden nadat leadzanger Zack de la Rocha uit de band stapte. Renegades bestaat volledig uit covers, waarbij het instrumentale gedeelte aanzienlijk aangepast is. Twee singles werden uitgebracht: "Renegades of Funk" en "How I Could Just Kill a Man".

## Productie

### Opnamen
In de zomer van 2000 was Rage Against the Machine enkele weken te vinden in de studio’s met producer Rick Rubin. Tijdens de sessies werden favoriete rock, rap en punk-nummers gekozen en ontdaan van hun instrumentale gedeelte. Er werden ongeveer 60 nummers door de bandleden gekozen, variërend van Gang of Four tot Rush en van N.W.A tot Frankie Goes to Hollywood. Van de 60 nummers koos elk bandlid 4 nummers die op het album zouden belanden. Tim Commerford, Tom Morello en Brad Wilk gaven er daarna hun eigen invulling aan, terwijl De la Rocha de originele teksten hield. Tegelijk met het coveralbum was de band ook bezig met een live-album, waarvan het de intentie was om het in 2001 uit te brengen. Rage Against the Machine had opnamen liggen van concerten in zowel Mexico City als Los Angeles.
Een van de eerste nummers waar aan gewerkt werd, was het MC5-nummer “Kick Out the Jams”. De bedoeling was dat het nummer een bonus zou zijn voor het opkomende live-album. Voor de opnamen werd MC5-gitarist Wayne Kramer gevraagd te helpen: hij legde aan Morello uit hoe het gitaargedeelte in zijn werking ging. “Kick Out the Jams” werd in augustus 2000 al door de band gespeeld bij het Democratic National Convention-protest. Saillant was dat MC5 zelf het nummer speelden bij de DNC in 1968, waar vele grotere rellen waren. Een nummer op Renegades was al eerder opgenomen: Bruce Springsteen’s “The Ghost of Tom Joad” werd in 1997 uitgegeven als een bonus op een Rage Against the Machine-video. Deze versie verschilt echter op enkele punten met de Renegades-versie: Morello voegde enkele nieuwe gitaarstukken in het nummer om te voorkomen dat het nummer 6 minuten lang dezelfde riff had.
Morello vertelde over de covers dat hij er meer zijn eigen draai aan wilde geven dan simpelweg de nummers te kopiëren. Als voorbeeld noemde bij Jimi Hendrix’s cover van het Bob Dylan-nummer “All Along the Watchtower”. Morello: "Ik twijfel of ik ze covers moet noemen, omdat het compleet nieuwe Rage Against the Machine is. Net zoals Bruce Springsteen's "The Ghost Of Tom Joad" een cover is, hoewel je het nooit zal verwarren met het origineel. (...) Het zijn nieuwe nummers waarin we teksten pakken van Eazy-E tot Dylan tot Devo tot Eric B. & Rakim, maar dan in Rage Against the Machine-stijl". In oktober, als het album afgerond is, verlaat De la Rocha de band. De resterende bandleden waren op dat moment overtuigd dat de band nog door zou gaan en besloten het album uit te brengen.

### Stijl
Rage Against the Machine gebruikt zowel traditionele als experimentele stijlen voor Renegades. De Devo-cover “Beautiful World” is wezenlijk anders dan de overige Rage Against the Machine-nummers met alleen een folkgitaar-progressie, feedback van een basgitaar en een zingende De la Rocha. Terugkerende zaken zijn bijvoorbeeld de wah-wah pedalen van Morello, zoals te horen is op "Microphone Fiend". De politieke voorkeuren van Rage Against the Machine zijn ook te herkennen in de keuze van de nummers. Zo was "Renegades of Funk" een nummer van Afrika Bambaataa en Soulsonic Force en geschreven als een hommage aan onder andere Malcolm X en Martin Luther King. Ook "The Ghost Of Tom Joad" en Bob Dylan's "Maggie's Farm" bevatten al een politieke boodschap.
De voorkant van het album is een parodie van het werk van pop art-artiest Robert Indiana. Hij maakte op dezelfde manier een logo met de letters LOVE. In de cover van "Renegades" zijn deze letters vervangen door RAGE. Er bestaan 4 verschillende versies van de cover, zowel in blauw-rood als in groen-rood. In het album staat een gedicht van Josh Koppel:
"I write messages on money.

It's my own form of social protest.

A letter printed on paper than no one will destroy

passed indiscriminately across race, class and gender lines

and written in the blood that keeps the beast alive.

A quiet little hijacking

on the way to the check-out counter

And a federal crime.

I hope that someone will find my message one day when they really need it.

Like I do."

## Promotie

### Distributie
Enkele dagen voor de uitgave van Renegades lekte het album uit op het internet. Sony Music (Rage Against the Machine’s platenlabel) ontdekte dat de nummers via Napster illegaal gedownload werden en reageerde door iedereen die een nummer had gedownload, te verbannen van Napster. Mensen die alsnog de tracks probeerden te downloaden, kregen de boodschap "Denied Access By Sony/Rage_Mach". De band kreeg daarop vele woedende reacties van fans, die niet konden geloven dat Rage Against the Machine zo collaboreerden met een grote corporatie (iets waar ze al jaren tegen streden). Toen Morello van de zaak hoorde, probeerde hij meteen in actie te komen voor de gedupeerden. Hij gaf daarop een statement uit met zijn excuses en noemde het een “verschrikkelijke fout”.
De eerste druk van het album werd exclusief gemaakt door twee live tracks eraan toe te voegen. De opnamen van "Kick Out the Jams" en "How I Could Just Kill a Man" (met een optreden van B-Real) zijn alleen daarop te vinden. Ook werden de live-nummers alleen in bepaalde landen uitgebracht, zoals in het Verenigd Koninkrijk. In november werd bekend dat "Renegades of Funk" de eerste single werd. Het nummer werd op 7 november naar verschillende radiostations gestuurd, exact dezelfde datum als de Amerikaanse presidentsverkiezing tussen George W. Bush en Al Gore. De tweede single werd "How I Could Just Kill A Man". Vanwege het vertrek van De la Rocha werd er niet getoerd voor het album. Er waren in 2000 tijdens de concerten wel enkele nummers van Renegades te horen, zoals (behalve eerder genoemden ook) “Microphone Fiend” en “I’m Housin”. In februari 2001 bereikte de verkoop van Renegades de miljoen-grens, waarmee het een platinum-status verkreeg.

### Reacties
Amazon.com was positief over de stijl van het album: "Hoewel het makkelijk is om Rage Against the Machine's rap-achtergrond te ontdekken in de nummers van Afrika Bambaataa, EPMD, en Volume 10, is het interessanter om hun aanpak van rock in een klassieke- en punkvorm te zien. Rage vangt deze rauwe ziel en intensiteit in de MC5-klassieker "Kick Out the Jams". (...) Renegades is een must-have dankzij de keuze van de nummers, muzikale uitvoering en het ongelukkige feit dat het de ultieme offer is van een van de meest relevante rockbands, zowel muzikaal als politiek gezien." All Music Guide's review sloot grotendeels aan bij die van Amazon.com: "Met een paar uitzonderingen daargelaten werkt Renegades goed, omdat Rage Against the Machine slim genoeg is om erg weinig te veranderen maar toch talentvol genoeg zijn om er hun eigen nummers van te maken."
Rolling Stone gaf het album vier sterren: "vanaf de wah-wah gitaren waarmee "Microphone Fiend" opent maakt Rage duidelijk dat [Renegades] geen karaoke-cakewalk wordt: de groove begint op een bloeddorstige toon en Zack de la Rocha brengt zijn teksten met meer behendigheid en precisie dan ooit. Door het album heen haalt het instrumentale gedeelte het niveau van De la Rocha's intensiteit. (...) Op Cypress Hill's "How I Could Just Kill A Man" wordt de minimalistische beat opgeschroefd en geslagen totdat het gloeit. De kunst van het coveren van Springsteen's "The Ghost of Tom Joad" en de Rolling Stones' "Street Fighting Man," Afrika Bambaataa's "Renegades of Funk" en Bob Dylan's "Maggie's Farm" heeft een bepaalde onverschrokkenheid nodig, maar Rage doet er nog een schep bovenop - door elk nummer te executeren met een ziel zonder vrees die de nummers misten sinds ze nieuw waren."

## Tracklist
Onder elk nummer staan de originele artiest en album beschreven. Uitzonderingen zijn Pistol Grip Pump (bevat ook delen van "More Bounce to the Ounce" van Zapp) en Renegades of Funk (bevat ook delen van Renegades of Funk van Afrika Bambaataa & The Soul Sonic Force & "Scorpio" door Dennis Coffey).
1. "Microphone Fiend" – 5:02
(Eric B. & Rakim: Follow The Leader)
2. "Pistol Grip Pump" – 3:18
(Volume 10: Hip-Hopera)
3. "Kick Out the Jams" – 3:11
(MC5: Kick Out the Jams)
4. "Renegades of Funk" – 4:35
(Afrika Bambaataa: Planet Rock - The Album)
5. "Beautiful World" – 2:35
(Devo: New Traditionalists)
6. "I'm Housin'" – 4:56
(EPMD: Strictly Business)
7. "In My Eyes" – 2:54
(Minor Threat: In My Eyes)
8. "How I Could Just Kill a Man" – 4:08
(Cypress Hill: Cypress Hill)
9. "The Ghost of Tom Joad" – 5:38
(Bruce Springsteen: The Ghost of Tom Joad)
10. "Down on the Street" – 3:39
(The Stooges: Fun House)
11. "Street Fighting Man" – 4:42
(The Rolling Stones: Beggars Banquet)
12. "Maggie's Farm" – 6:54
(Bob Dylan: Bringing It All Back Home)
13. "Kick Out the Jams" (Live at the Grand Olympic Auditorium Europese Bonus Track) – 4:31
14. "How I Could Just Kill a Man" (Live at the Grand Olympic Auditorium Europese Bonus Track, gastoptreden van B-Real) – 4:31

## Medewerkers
| - Zack de la Rocha – Zang - Tom Morello – Gitaar - Tim Commerford – Basgitaar - Brad Wilk – Drums - Rick Rubin - Producent - Brendan O'Brien – Producent ("The Ghost Of Tom Joad") - Jim Scott – Engineer - David Schiffman – Engineer - Rich Costey - Mixing - D. Sardy – Mixing van "The Ghost Of Tom Joad" en "Street Fighting Man" - Katie Teasdale – Assistent engineer | - Darren Mora – Assistent engineer - Matt Marin – Assistent engineer - Mike Scotella – Assistent engineer - Geoof Walcha – Assistent engineer - Rich Veltrop – Assistent engineer - Greg Fidelman – Digitale bewerking - Mark Moreau – Digitale bewerking - Lindsay Chase – Productie coördinatie - Jake Sexton – Politieke coördinator - Jake Koppell – Inhoud boek |